# Longmay
Longmay was een koffieplantage aan de Nickerie in het district Nickerie in Suriname. De plantage lag stroomafwaarts naast de plantage Hazard en stroomopwaarts naast de plantage Plaisance.

## Geschiedenis
De grond werd in 1799 aangekocht door gouverneur-generaal Jurriaan François de Friderici. De grond had een grootte van 500 akkers. Hij wilde de grond inrichten als katoenplantage maar deed het  bezit in hetzelfde jaar alweer over aan de Schot John Stuart die met een aantal slaven uit Grenada was gekomen. Stuart kocht kort daarop ook de gronden waar de latere plantages Waterloo, Nursery en Hazard gevestigd zouden worden. Hij bracht deze gronden, net als Longmay,  echter nooit in cultuur. Dat deed hij wel met een andere aankoop, namelijk de plantage Diamond, helemaal stroomafwaarts aan de rivier. Deze plantage bracht hij het eerst in cultuur en daar bouwde hij ook zijn woning. Ook de plantage boven Diamond, het aan de kust gelegen Union werd door hem tot bloei gebracht. Overigens lag er formeel nog een stuk van 182 akkers tussen Hazard en Longmay. In 1852 werd dit stuk grond overgedragen van Andrew Balfour, die  in Dunfermline in Schotland woonde, aan Robert Kirke. Deze bezat ook Hazard en Waterloo.
George Cruden was de volgende eigenaar. Cruden bezat ook een deel van Plaisance en Union en de buurplantages Leed-hall en Good Intent. Pas in 1827 werd de eerste koffie geoogst. In 1831 overleed Cruden en werden zijn plantages te koop aangeboden. In 1837 werd de teelt van koffie stopgezet en fungeerde de plantage als kostgrond. De plantage was echter nog steeds in eigendom van de familie Cruden. Robert Kirke erfde in 1906 100 hectare van Longmay.
In 1928 verkreeg de Nickerie Sugar Estates Co Ltd. toestemming voor veeteelt op de plantage. Niet lang daarna werd de plantage, evenals Paradise, Phoenix en Plaisance,  opgekocht door het gouvernement en ingericht als vestigingsplaats voor ex-contractanten. De gebroeders Sankart wilden in 1937 op Waterloo, Hazard, Longmay, Plaisance en Paradise op grote schaal kokospalmen verbouwen. In 1947 bedroeg de oppervlakte van de polder Longmay, inclusief uitbreiding, 426 hectare.
A la bonne heure · Anna's Zorg · Akkerboom · Alliance · Alkmaar · Andresa · Auka · Andreesgift · Bantaskine · Barbados · Batavia · Beekenhorst · Belladrum · Bellevue · Belwaarde · Beninenburg · Berg en Dal · Bergen op Zoom · Berlijn (Commewijne) · Berlijn (Para) · Bethlehem · Boksweide · Boston · Botany Bay · Boxel · Bronswijk · Brouwerslust · Bruinendaal · Bucklebury · Buitenrust · Burnside · Cadrosspark · Caledonia · Campenburg · Cannewapibo · Catharina Sophia · Clevia  · Cliffort-Kokshoven · Clyde · Concordia · Concordia en een Kwart Lot · Courcabo · De Dageraad · De Goede Vriendschap · De Resolutie · De Vier Hendrikken · Diamond · Dijkveld · Domburg · Dordrecht · Eendragt · Elisabeth's Hoop · Ellen · L'Espérance (Nickerierivier) · L'Espérance (Surinamerivier) · Esthersrust · Fairfield · Fortuin · Flora · Florentia · Frederiksburg · Frederiksdorp · Frederikslust · Geertruidenberg · Geyersvlijt · Glensander · Gloria · Groot Chatillon · Groot Marseille · Guadeloupe · Hague · Hamburg · Hamilton · Hamptoncourt · Hannover · Hazard · Hebron · Hecht en Sterk · Hooyland · Hope · Houttuin · Huntly · Huwelijkszorg · Inverness · Jagtlust · Jodensavanne · Johan & Margaretha · Johanna Catharina · Johanna Maria · Johannesburg · John · Katwijk · Kent · Kerkshoven · Killenstein · Klein Bellevue · Kleinhoop · Krappahoek · Kroonenburg · Kwatta · La Jalousie · La Prosperité · La Rencontre · La Ressource (Saramacca) · La Ressource (Surinamerivier) · La Singularité · Laarwijk · Leasowes · Leliëndaal · Leonsberg · Livorno · Longmay · Lunenburg · Lust en Rust · Lustrijk · Maasstroom · Margarethenburg · Maria Petronella · Mariënbosch · Mariënburg · Margaretha's Gift · Mary's Hope · Meerzorg · Merveille · Moed en Kommer · Mon Bijou · Mon Souci · Mon Trésor · Monnikendam · Mopentibo · Morgenster · Moy · Nieuw Mocha · Nieuwzorg · Nieuwe Aanleg · De Nieuwe Grond · Nijd en Spijt · Novar · Nursery · Nut en Schadelijk · Onoribo · Onverwacht · Oranibo · Ornamibo · Overbrug · Overtoom 
· Oxford · Palestina · Paradise · Persévérance · Petersburg · Picardië · Peperpot · Pieterszorg · Plaisance · Poelwijk · Potosie · Purmerend · Reijnsdorp · Reijnsfort · Rijnberk · Roosenburg · Rorac · Rust en Werk · Rustenburg · Saltzhalen · Sans Souci · Saphir · Sarah · Sardam · Schaapstede · Schoonoord · Sinabo en Gelre · Sint Barbara · Sint Eustatius · Slootwijk · Sorgvliet · Spieringshoek · Standvastigheid · Suidwijn · Suzanna's Daal · Toevlugt (Surinamerivier) · Tout Lui Faut · Toledo · Totness · Tyronne · 't Vertrouwen · Victoria · Vierkinderen · Visserszorg · Voorburg · Voorzorg (Saramacca) · Vossenburg · Vredenburg · Vriendsbeleid en Ouderzorg · Vreeland · Waltonhall · Waldijk · Waterloo · Wederzorg · Welbedacht · Welgelegen (Commewijne) · Welgelegen (Coronie) · Welgevallen · Weltevreden · Wolffs Capoerica · Wolfenbüttel · 't Ylant · Zoelen · Zorg en Hoop (hout) · Zorg en Hoop (indigo) · Zorg en Hoop (katoen) · Zorg en Hoop (suiker)